# Edmonton–Ellerslie
Circonscription électorale provinciale du Canada
Edmonton-Ellerslie est une circonscription électorale provinciale de l'Alberta (Canada), située dans le sud-est d'Edmonton. Elle a été créée en 1993 à partir de la moitié sud d'Edmonton-Mill Woods. Son député actuel est le Néo-démocrate Rod Loyola.

## Liste des députés
| Années | Années          | Député            | Parti politique           |
| ------ | --------------- | ----------------- | ------------------------- |
|        | 1993 - 1997     | Debby Carlson     | Libéral                   |
|        | 1997 - 2001     | Debby Carlson     | Libéral                   |
|        | 2001 - 2004     | Debby Carlson     | Libéral                   |
|        | 2004 - 2008     | Bharat Agnihotri  | Libéral                   |
|        | 2008 - 2012     | Naresh Bhardwaj   | Progressiste-conservateur |
|        | 2012 - 2015     | Naresh Bhardwaj   | Progressiste-conservateur |
|        | 2015 - 2019     | Rod Loyola        | Néo-démocrate             |
|        | 2019 - 2023     | Rod Loyola        | Néo-démocrate             |
|        | 2023 - 2025     | Rod Loyola        | Néo-démocrate             |
|        | 2025 - en cours | Gurtej Singh Brar | Néo-démocrate             |